# 何顯明
何顯明，BBS，MH，香港建制派自由黨政治人物，曾任香港九龍城區議會主席兼九龍塘選區議員。

## 從政生涯及爭議

### 2019年香港區議會選舉
於2019年香港區議會選舉，何顯明面對公民黨溫仲然的挑戰，但最終成功連任。

### 新冠疫情期間涉嫌散播假消息及反對醫護爭取封關之行動
於新冠疫情期間，九龍城區議會曾多次就不同相關議題多次討論。
其中一次會議討論湖北省港人返港後對醫療系統負擔，本身是醫生的區議員鄺葆賢和另一區議員關家倫就檢疫或隔離，公立醫院的隔離病房等設施問題，要求政府交代。但何顯明質疑，有關討論「無意思」，又指新冠疫情病毒的源頭來自外國。結果鄺葆賢猛烈批評何顯明，指何顯明早在1月初在COVID-19爆發時，一度聲稱「唔使驚，只係好似流感咁嘅樣」，再稱新冠疫情源頭並非中國，批評何顯明歪曲事實。
另外，醫管局醫護發起罷工，要求政府全面封關，九龍城區議會討論期間，何顯明未有回應是否要封關，只批評醫護罷工置病人於不顧，又揶揄新任區議員為「小朋友」，結果被泛民區議員集體批評，李軒朗反批評「倚老賣老」，郭天立就建議何開放屋企作隔離設施，用行動支持政府。

### 2020年香港立法會選舉
於2020年香港立法會選舉，何顯明加入了另一親中派候選人陳凱欣的團隊，排名第2。名單另有工聯會成員李文傑，和2016年選舉新思維狄志遠名單中的陳麗紅。但此等經濟左翼與右翼共同出選安排，被《香港01》評為四不像名單，把階級立場、政見政綱、民生議題都給拋諸腦後。

### 當選為九龍城區議會主席
2022年4月21日，九龍城區議會復會，先進行特別會議選出新任正、副主席。現任區議會副主席何顯明獲前區議會主席楊永杰提名，並由民建聯吳寶強、何華漢和議，在無競爭下自動當選主席，接替早前因當選立法會議員而辭任區議會主席的前區議會主席楊永杰。

## 資料來源
1. ↑  劉錦華. . 香港01. 2019-10-08  [2020-08-09]. （原始内容存档于2019-12-31）.
2. ↑  . www.elections.gov.hk.   [2021-04-22]. （原始内容存档于2019-11-28）.
3. ↑  . www.takungpao.com.   [2021-04-22]. （原始内容存档于2021-04-22）.
4. ↑  . 香港獨立媒體網.   [2021-04-22]. （原始内容存档于2021-04-22）.
5. ↑  由kowloonpost撰寫. . Kowloon Post  龍週. 2020-03-23  [2021-04-22]. （原始内容存档于2021-04-24） （中文（臺灣））.
6. ↑  . 香港獨立媒體網.   [2021-04-22]. （原始内容存档于2021-04-22）.
7. ↑  . 東方日報. 2020-03-13  [2020-08-09].
8. ↑  . 香港經濟日報. 2020-07-16  [2020-08-09].
9. ↑  . 香港01. 2020-07-23  [2020-08-09]. （原始内容存档于2020-07-24）.
10. ↑  . 獨立媒體. 2022-04-21  [2022-05-23]. （原始内容存档于2022-05-23）.